# Euro health consumer index
De Euro Health Consumer Index is een vergelijkende index voor de beoordeling van de prestaties van de nationale gezondheidszorg in 35 Europese landen. Het rapport analyseert 46 indicatoren in de gezondheidszorg, onder meer patiëntenrechten en -informatie, toegankelijkheid van de zorg, resultaat van de behandelingen, bereik van de gezondheidsdiensten, preventie en het gebruik van geneesmiddelen.
De index is gestart in 2005, met overzichtelijke jaarrapporten sedert 2014. In het algemeen besluit de Index dat de Europese gezondheidsvoorzieningen er tussen 2006 en 2016 duidelijk op vooruit zijn gegaan.

## Rangorde
De rangschikking in het rapport over 2018 geeft volgend resultaat:
1. Zwitserland
2. Nederland
3. Noorwegen
4. Denemarken
5. België.

De Index waarschuwt wel dat het een relatieve meting van landen betreft, en dat men zich niet mag blindstaren op de eindscore alleen. Zo werd Nederland aan de top ingehaald door Zwitserland, vanwege lagere scores in de mentale zorg. België is pas 5e, maar heeft wel “het meest genereuze systeem”. En het uitstekend presterende Noorwegen gaat, in tegenstelling tot het kleine Montenegro, gebukt onder frustrerende wachtlijsten.

## Kritiek
In 2016 bleek voor het Verenigd Koninkrijk een groot verschil in rangorde tussen de resultaten van deze Euro Health Consumer Index (14e van 35 landen) en een Brits onderzoek, waarin het Verenigd Koninkrijk op de eerste plaats stond van 11 rijke landen, nog voor Zwitserland. Naar aanleiding hiervan bekritiseerde het British Medical Journal in zijn blog de arbitrair geachte criteria van de Euro Health Consumer Index.